# Estadio Olímpico Universitario de Colima
El Estadio Olímpico Universitario de Colima es un estadio ubicado en la ciudad de Colima. El estadio es la sede del equipo de fútbol Colima FC, además, como el inmueble pertenece a la Universidad de Colima es usado para eventos o partidos pertenecientes a la Universidad de Colima. Cuenta con una pista de atletismo alrededor de la cancha. 
El estadio actualmente tiene aforo para 12 000.
Entre los años 2015 y 2016 el estadio fue sometido a un proceso de remodelación para adaptarse a las exigencias de la Liga de Ascenso de México, por lo cual, se amplió la capacidad de aforo del inmueble, el cual fue enbutacado en su totalidad, se mejoró la iluminación, se ampliaron el terreno de juego, la zona de palcos. Además de crearse una sala de prensa y un centro para control antidopaje.

## Ubicación
El estadio se encuentra ubicado en el complejo deportivo de la Universidad de Colima, que cuenta también con distintas instalaciones deportivas: Básquetbol, Fútbol Rápido, Alberca Olímpica y un gimnasio con capacidad para 2000 personas.